# 발명가 목록
발명가 목록에 관한 문서이다.

## A-Z
- B. F. 스키너

## ㄱ
- 가브리엘 리프만
- 가브릴 일리자로프
- 강대원
- 개릿 모건
- 게르트 비니히
- 게오르요스 파파니콜라우
- 게오르크 카를 폰 헤베시
- 고든 굴드
- 공병우
- 구스타프 달렌
- 굴리엘모 마르코니
- 귀도 다레초
- 귀도 반 로섬
- 그레이스 호퍼

## ㄴ
- 나시르 알딘 알투시
- 나카무라 슈지
- 네부카드네자르 2세
- 네스토르 마흐노
- 니콜라 아페르
- 니콜라 조제프 퀴뇨
- 니콜라 테슬라
- 니콜라이 바소프
- 니콜라이 주콥스키
- 니콜라이 카모프
- 니콜라이 폴리카르포프
- 니클라우스 비르트
- 닉 홀로니악

## ㄷ
- 다니엘 가브리엘 파렌하이트
- 대니얼 데이비드 파머
- 더글러스 엥겔바트
- 데니스 가보르
- 데니스 리치
- 데이비드 브루스터
- 데이비드 워렌
- 도널드 글레이저
- 드미트리 멘델레예프
- 딘 케이먼

## ㄹ
- 라스무스 러도프
- 라이먼 스피처
- 라이트 형제
- 래리 생어
- 래리 페이지
- 랠프 베어
- 레스 폴
- 레오나르도 다 빈치
- 레옹 푸코
- 레이 돌비
- 레이 커즈와일
- 레이 톰린슨
- 레이첼 풀러 브라운
- 레지널드 페센든
- 로버트 A. 하인라인
- 로버트 고더드
- 로버트 메칼프
- 로버트 모그
- 로버트 에드워즈
- 로버트 오펜하이머
- 로버트 왓슨와트
- 로버트 칸
- 로버트 풀턴
- 로버트 훅
- 로베르 카이오
- 로베르트 분젠
- 로베르트 코흐
- 로저 첸
- 롤런드 힐
- 루도비코 라자로 자멘호프
- 루돌프 디젤
- 루비크 에르뇌
- 루이 브라유
- 루이스 하워드 래티머
- 뤼미에르 형제
- 르네 라에네크
- 리 디포리스트
- 리바이 스트라우스
- 리승기
- 리오 베이클랜드
- 리처드 조던 개틀링
- 리처드 트레비식
- 리처드 해밍
- 린위탕

## ㅁ
- 마리 퀴리
- 마리오 카페키
- 마빈 민스키
- 마쓰시타 고노스케
- 마이클 벨
- 마이클 스미스 (화학자)
- 마이클 패러데이
- 마틴 에번스
- 멜리타 벤츠
- 몽골피에 형제
- 무라사키 시키부
- 무함마드 유누스
- 무함마드 이븐 자카리야 알라지
- 미하일 로모노소프
- 미하일 밀
- 미하일 츠베트
- 미하일 칼라시니코프

## ㅂ
- 바르톨로메오 크리스토포리
- 버지니아 아프가
- 버크민스터 풀러
- 베른하르트 슈미트
- 벤저민 프랭클린
- 브렌던 아이크
- 블라디미르 벡슬레르
- 블라디미르 첼로메이
- 블레즈 파스칼
- 비로 라슬로
- 비야네 스트롭스트룹
- 빈트 서프
- 빌럼 에인트호번
- 빌헬름 콘라트 뢴트겐

## ㅅ
- 새뮤얼 모스
- 니거
- 새뮤얼 피어폰트 랭글리
- 세르게이 코롤료프
- 세르게이 프로쿠딘고르스키
- 세묜 라보치킨
- 센나케립
- 소송 (북송)
- 스기모토 교타
- 스테판 마카로프
- 스테퍼니 퀄렉
- 스티브 워즈니악
- 스티브 잡스
- 스티븐 윌콕스
- 시몬 스테빈
- 실라르드 레오
- 심괄

## ㅇ
- 아돌프 다슬러
- 아돌프 삭스
- 아돌프 케틀레
- 아돌프 폰 바이어
- 아르키메데스
- 아르툠 미코얀
- 아르투리 일마리 비르타넨
- 아서 윈
- 아이작 뉴턴
- 아이작 메릿 싱어
- 안데르스 셀시우스
- 안도 모모후쿠
- 안드레 가임
- 안드레이 사하로프
- 안드레이 투폴레프
- 안토니 판 레이우엔훅
- 안토니오 메우치
- 알 자자리
- 알레산드로 볼타
- 알렉산더 그레이엄 벨
- 알렉산더 플레밍
- 알렉산드르 세르게예비치 야코블레프
- 알렉산드르 포포프 (물리학자)
- 알렉산드르 프로호로프
- 알렉세이 파지트노프
- 알마으문
- 알베르토 산토스뒤몽
- 알프레드 노벨
- 알프레드 비네
- 압드 알라흐만 알수피
- 앨버트 세이빈
- 앨버트 호프먼
- 야기 히데쓰구
- 야즈 료이치
- 어니스트 로런스
- 어브 아이웍스
- 어빙 랭뮤어
- 에드워드 마이브리지
- 에드워드 텔러
- 에르빈 네어
- 에른스트 루스카
- 에른스트 베르너 폰 지멘스
- 에른스트 아베
- 에미 뇌터
- 에반젤리스타 토리첼리
- 에티엔 르누아르
- 엔리코 페르미
- 엘리 메치니코프
- 엘리샤 오티스
- 엘리후 톰슨
- 오귀스탱 프레넬
- 오귀스트 피카르
- 오토 릴리엔탈
- 오토 폰 게리케
- 올레 키르크 크리스티안센
- 올리버 스미시스
- 요코이 군페이
- 요하네스 구텐베르크
- 요한 볼프강 되베라이너
- 우다 신타로
- 월리스 캐러더스
- 월터 하우저 브래튼
- 윌러드 리비
- 윌러드 보일
- 윌리엄 머독
- 윌리엄 쇼클리
- 윌리엄 오트레드
- 윌리엄 크룩스
- 윌리엄 퍼킨
- 유스투스 폰 리비히
- 율리우스 리하르트 페트리
- 이고리 시코르스키
- 이고리 예브게니예비치 탐
- 이고리 쿠르차토프
- 이그나치 루카시에비치
- 이반 파블로프
- 이븐 시나
- 이븐 알하이삼
- 일라이 휘트니
- 일라이저 매코이
- 일행 (683년)

## ㅈ
- 자가디시 찬드라 보스
- 자크 쿠스토
- 장영실
- 장형 (학자)
- 잭 킬비
- 정약용
- 제1대 암스트롱 남작 윌리엄 조지 암스트롱
- 제1대 켈빈 남작 윌리엄 톰슨
- 제이미 리 커티스
- 제임스 고슬링
- 제임스 네이스미스
- 제임스 다이슨
- 제임스 듀어
- 제임스 와트
- 제임스 클러크 맥스웰
- 제임스 하그리브스
- 조너스 소크
- 조제프 니세포르 니에프스
- 조지 스티븐슨
- 조지 웨스팅하우스
- 조지 이스트먼
- 조지 케일리
- 조지 풀먼
- 조지 허먼 밥콕
- 조지프 스완
- 조지프 프리스틀리
- 조지프 헨리
- 존 네이피어
- 존 다니엘
- 존 고프 랜드
- 존 로벅
- 존 로지 베어드
- 존 모클리
- 존 바딘
- 존 벤
- 존 빈센트 아타나소프
- 존 앰브로즈 플레밍
- 존 조지 케메니
- 존 펜
- 존 펨버턴
- 존 폰 노이만
- 존 하비 켈로그
- 존 해리슨
- 존 허셜
- 줄리오 나타
- 지롤라모 카르다노
- 지미 웨일스

## ㅊ
- 찰리 부스
- 찰스 굿이어
- 찰스 다우
- 찰스 릭터
- 찰스 린드버그
- 찰스 마틴 홀
- 찰스 배비지
- 찰스 베스트
- 찰스 시모니
- 찰스 앨저넌 파슨스
- 찰스 케터링
- 찰스 톰슨 리스 윌슨
- 찰스 휘트스톤
- 채륜

## ㅋ
- 카를 벤츠
- 카를 빌헬름 지멘스
- 카를 치글러
- 카를 페르디난트 브라운
- 카밀로 골지
- 칼 구스 잰스키
- 칼 폰 린네
- 캐리 멀리스
- 콘라트 추제
- 콘스탄틴 치올콥스키
- 콰리즈미
- 쿠타라기 켄
- 크리스티안 하위헌스
- 킨디

## ㅌ
- 타끼 앗딘
- 타데우시 라이히슈타인
- 테드 넬슨
- 테오도르 스베드베리
- 템플 그랜딘
- 토마스 창
- 토머스 에디슨
- 투유유
- 팀 버너스리

## ㅍ
- 파벨 수호이
- 파벨 알렉세예비치 체렌코프
- 퍼시 스펜서
- 페 델 문도
- 페르디난트 폰 체펠린 백작
- 페터 카를 골트마르크
- 펠릭스 호프만
- 폴 윈첼
- 표트르 1세
- 표트르 레오니도비치 카피차
- 프란체스코 일리
- 프랜시스 보퍼트
- 프랭크 휘틀
- 프레더릭 밴팅
- 프레더릭 생어
- 프리드리히 베르기우스
- 프리츠 제르니커
- 프리츠 하버
- 필로 판즈워스
- 필승

## ㅎ
- 하나오카 세이슈
- 하이럼 스티븐스 맥심
- 하이먼 리코버
- 하인리히 로러
- 하인리히 루돌프 헤르츠
- 한스 가이거
- 한스 리퍼세이
- 한스 베르거
- 한스 크리스티안 그람
- 한스 크리스티안 외르스테드
- 해리 후디니
- 허먼 홀러리스
- 험프리 데이비
- 헤디 라마르
- 헤론
- 헤르만 폰 헬름홀츠
- 헤이커 카메를링 오너스
- 헨리 모즐리 (기술자)
- 헨리 슈라프넬
- 헨리 하임리히
- 휘트컴 저드슨

## 같이 보기
- 발명사 연표